# 紙幣

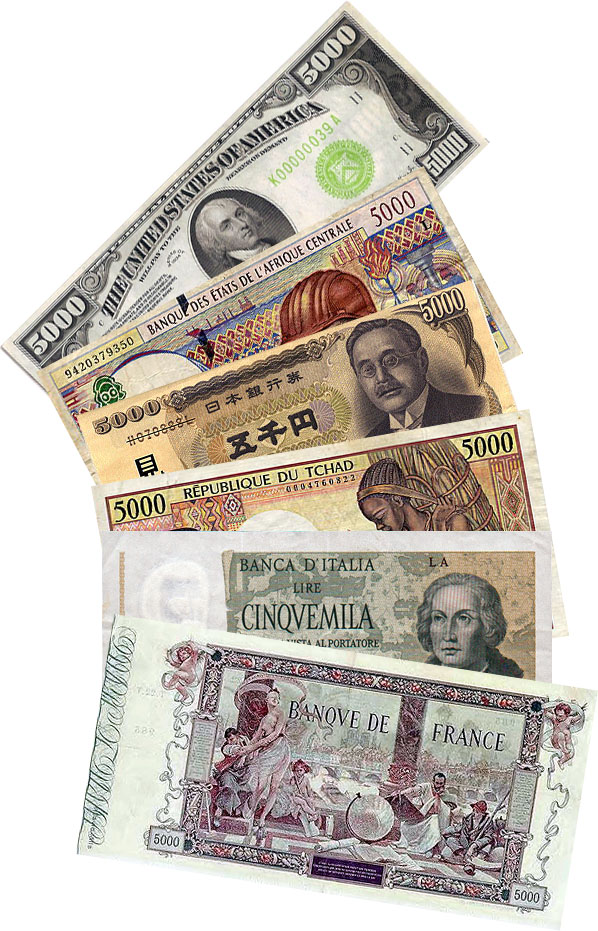
多様な国の通貨紙幣、すべて5,000の価値がある。（現行ではないものも含まれる）

紙幣（しへい、英: bill）とは、紙製の通貨のことである。

## 概要

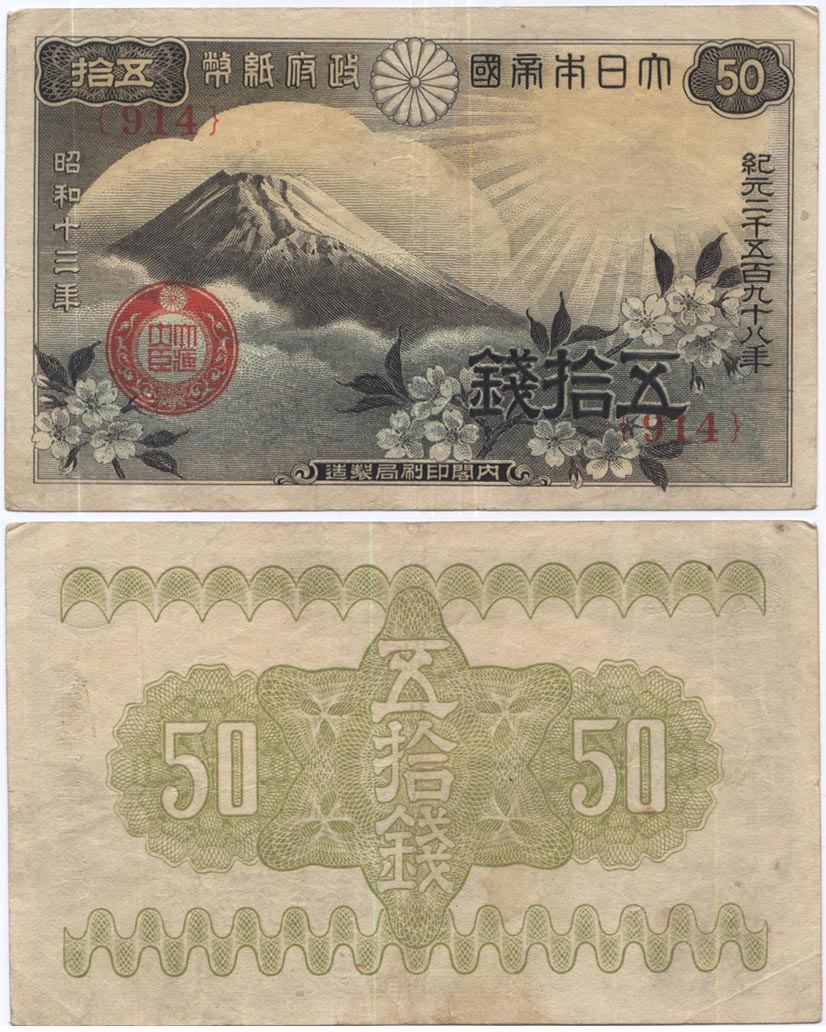
1938年（昭和13年）の富士桜50銭券（政府紙幣）

紙幣には、政府が発行する政府紙幣 (Print money) と、銀行（中央銀行など）が発行する銀行券 (Bank note) があるが、特定地域だけで通用する地域紙幣（地域通貨）が発行されることもある。現在の多くの国では中央銀行の発行する銀行券が一般的であるが、シンガポールなど政府紙幣を発行している国もある。現在多くの先進国の中央銀行が完全な国家機関ではなく、民間企業の投資などで出来ていることから、中央銀行のありかたを疑問視する考え方が最近世界中で起きている。そのため代替案としての政府紙幣、地域通貨なども再び脚光を浴びはじめている。
現在の日本では、政府紙幣は存在しないが、日本銀行が開業するまでは政府紙幣が発行されたほか、大正時代や昭和時代には小額銀貨の代用としての銭単位の低額の政府紙幣が発行されたこともある。法令用語としての「紙幣」はもっぱら政府紙幣を指し、銀行券は含まないが、日常用語としては、日本銀行券を指して紙幣と呼ぶ。
以下、特に断りのない限り「紙幣」とは政府紙幣ではなく、銀行券を意味するものとする。

## 特質
強制通用力を有する紙幣（銀行券）には次のような特質が認められる。
汎用性
あらゆる経済取引の決済手段として利用されるという特質。
一般受容性
誰にでも受け取られるという特質。この点、使用目的の限定されるプリペイドカードや商品券には汎用性や一般受容性が認められない。
支払完了性
第三者（金融機関など）の介在を必要とせずに、当事者間の決済を最終的に完了せしめるという特質。この点、クレジットカードなどとは異なる。
匿名性
いつ、どこで、だれが、どのような目的で用いたかが秘匿されるという特質。
コストおよびリスク
硬貨程ではないが、預金通貨や電子マネーなどに比べて保管・輸送に大きなコストがかかり、紛失・盗難・焼失・破損のリスクが高くなる。

## 歴史

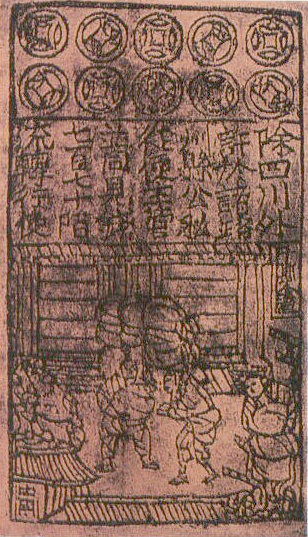
世界初の紙幣である交子。

本来貨幣は貴金属など普遍的な価値を持つ財貨そのものであり、昔から王侯がコインの鋳造権を独占して市場に流通させていた。これらの貴金属による貨幣は運搬に不便であるだけでなく、摩耗による減価の問題もあったため、次第に貴金属との交換を保証された債務証書（手形）に置き換わっていった。これが紙幣のはじまりといえる。
紙幣（および紙が発明される）に先立って、古代エジプトにおいて倉庫への穀物の預かり証（パピルス製）が通貨の代わりとして使用されたことが記録されている。また古代カルタゴでは革製の通貨が存在したとされている。ただしこれらはローマによる征服とともに断絶した上、考古学的に証拠となる実物が発掘されていないため、実態は不明である。
世界初の紙幣は、宋代に鉄銭の預り証として発行された交子である。交子には有効期限があり、期限前に新札との交換は可能だが手数料がかかった。宋ののちの元が発行した交鈔は、当初から通貨として発行された初の紙幣となった。歴史上最大の紙幣は明の宝鈔であり、サイズは縦338ミリ・横220ミリとなる。

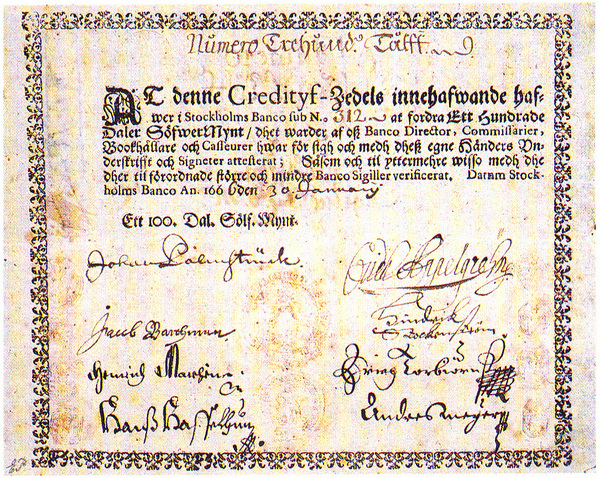
ストックホルム銀行券（1666年）

ヨーロッパでは、民間の銀行が発行した金銀の預り証である金匠手形 (Goldsmith's note) が通貨として流通していたが、国家による承認を受けたものとしては1661年にスウェーデンの民間銀行・ストックホルム銀行が発行したのが、銀行券としては最初のものである（だが、7年後に同行が経営破綻したために政府が受け皿として国立のリクスバンクを創設、これが世界最初の中央銀行となった）。また、1694年にはイギリスでイングランド銀行が設立され、同行の約束手形が発行された。同行の約束手形は当初手書きであったが、のちに印刷に改められたことにより、交換手形として広く流通し始めた。イングランド銀行は1844年のピール銀行条例によってイギリス唯一の発券銀行とされた。フランスでは1716年に、金融業者で投機家のジョン・ローの働きかけで使用されるようになった。

### 兌換紙幣

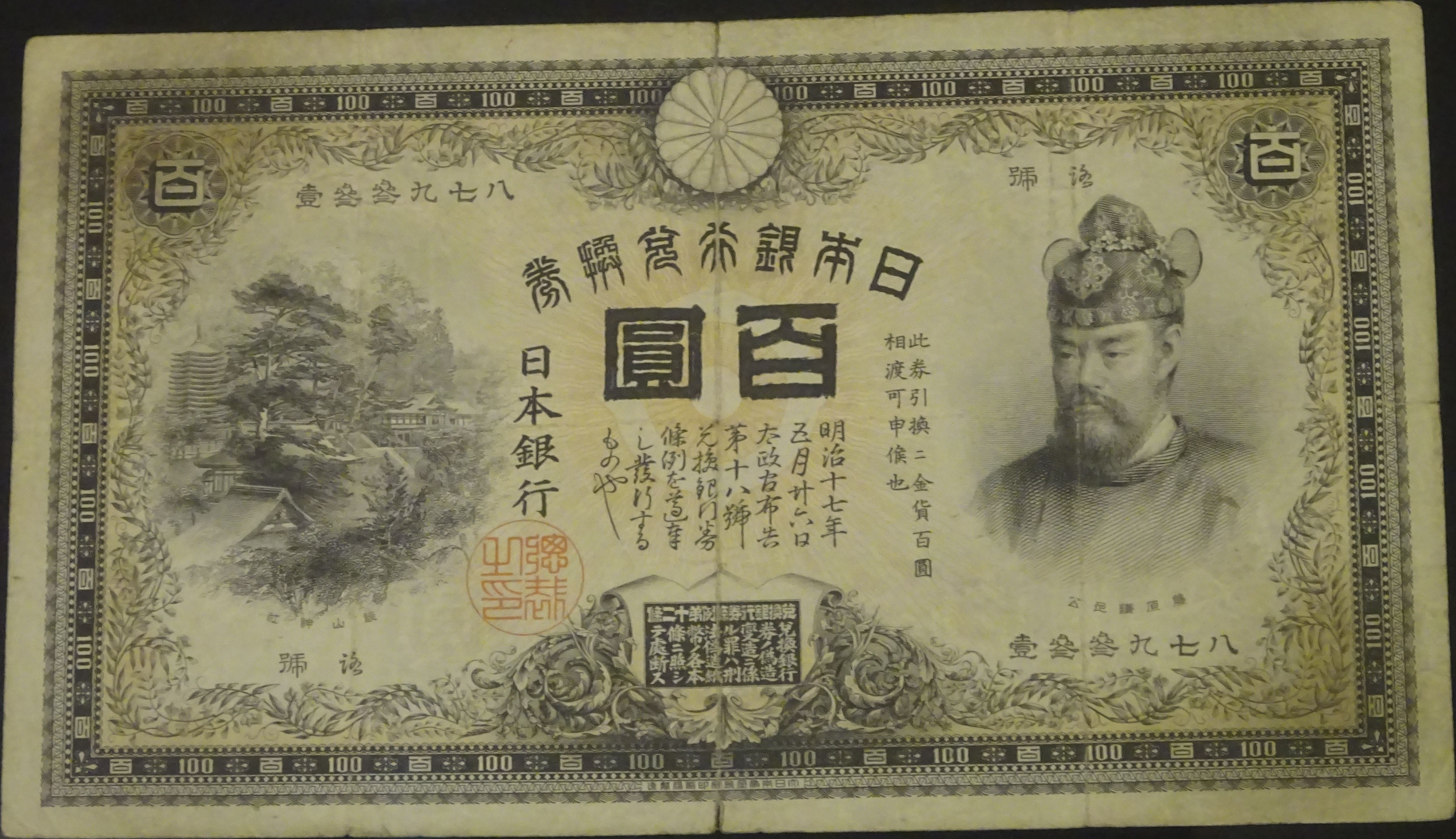
1900年に発行された日本の紙幣。兌換紙幣であり、金と交換可能なことが明記されている。

近代になって、金本位制（または銀本位制）が確立し、本位貨幣たる金貨や銀貨または銀行に保管する金地金などと交換ができる紙幣は兌換紙幣（だかんしへい）と呼ばれ、券面にはそれらの記載があった。例えば、アメリカでは、ブルーシールの兌換銀券とイエローシールの兌換金券があった。日本の兌換紙幣は最初は兌換銀券（紙幣の表題は「日本銀行兌換銀券」）であったが、1897年（明治30年）に金本位制が採用されてからは、兌換金券（紙幣の表題は「日本銀行兌換券」）となった。紙幣が広く流通するためには兌換が保証されていることが重要であって、銀行など紙幣発行機関の信用がその存立基盤を形成していた。すなわち特定の銀行に正貨（つまり金銀）の準備がないという流言が広まれば、途端に信用不安を引き起こし、取り付け騒ぎが起こって銀行券が紙切れになる危険が生じたわけである。
しかし、1929年の世界恐慌以降、財政・金融政策が困難になるなどの理由から各国で金本位制を廃止し、管理通貨制度へ移行、多くの国の紙幣は兌換紙幣から正貨との交換が出来ない不換紙幣となった。普遍的な財貨である金銀との交換価値が失われた紙幣は、時に政府による濫発や中央銀行による国債大量引き受けなどで、ハイパーインフレーションを引き起こしたが、中央銀行による不断の通貨安定政策により一定の信頼を得て、中心的な法貨として国民生活に広く流通している。現在では本位金貨・本位銀貨・金地金などと交換できる兌換紙幣を発行している国家はなくなったが、ただ中国語では「兌換」の語は現在「両替」の意味で使われている。

### 日本における紙幣史
日本での紙幣の始まりは、記録上は『建武記』に記録された、後醍醐天皇が1334年（建武元年）に内裏造営資金確保のために発行した楮幣（ちょへい）であるが、実物は現存しておらず、実際に発行されたかどうかも定かではない。実物が現存する最古の紙幣は、1623年（元和9年）に伊勢国山田の商人が発行した山田羽書である。
江戸時代には、各藩が財政難の打開策として藩札を発行した。最初の藩札は諸説あるが、越前国の福井藩が幕許を得て1661年（寛文元年）に発行したものとされており、この藩札は現存している。幕末までに約8割の藩が発行していたとされる。
この他、こうした古札類には藩以外にさまざまな発行元があったことが知られている。武家発行の札では、藩と同様に知行地を有していた旗本が発行した旗本札や、幕府（兵庫開港札など）、御三卿（一橋家）、奉行所や代官所、藩家老が発行したものなどがある。更に京、大和国を中心に宮家・公家・寺社が発行した宮家公家札・寺社札、各地の町や村が発行した町村札、宿場・伝馬所などが発行した宿場札、鉱山の経営者が人夫の間で流通させた鉱山札、商家や豪農などの個人もしくは共同で発行した私人札（私札）などが知られている。
なお、これらは兌換性が前提の規格化された一覧払約束手形ともいうものである。また、（少なくとも日本全国において）強制流通力を有さない点などにおいて、藩を地方政府とみなさないという視点に立てば厳密な意味での貨幣（紙幣）といいがたいものがある。
明治時代に入ると、戊辰戦争の戦費および殖産興業の資金として不換紙幣である太政官札が発行された。当時、貨幣制度は未整備であり、太政官札の他、民部省、廃藩置県前の明治政府直轄地方組織である府・県、為替会社が、それぞれ、紙幣（民部省札など）を発行し混乱を極めた。1872年（明治5年）4月に大蔵省が大蔵卿の名において明治通宝を発行し、これらを順次交換・回収し、統合した。明治通宝はより精度の高い改造紙幣と交換され、並行して銀行制度が整備されると、政府紙幣は銀行券にその地位を譲り、1899年（明治32年）に廃止された。ただし、例外的なものとして、戦争において占領地でつかわれた軍用手票（軍票）などがある。西南戦争において西郷軍が発行した「西郷札」も軍票に含まれるであろう。
1873年（明治6年）には国立銀行条例により第一国立銀行（のちの第一勧業銀行、現在のみずほ銀行）が設立され、その後も153の国立銀行が次々と開業してそれぞれ銀行券を発行した。当初は兌換銀行券であったがのちに不換となり、やがて1882年（明治15年）の日本銀行設立と同時に銀行券の発行が日銀独占のものとなり（日本銀行券）、インフレーションの根源であった政府紙幣と国立銀行券は次第に市場から回収された。1897年（明治30年）には貨幣法により金本位制が採用されたが、1932年（昭和7年）の金輸出禁止以後、金兌換も停止され管理通貨制度に移行した。
第二次世界大戦後、金融緊急措置令により6種類の紙幣が発行された。これをA券と呼び、以後、B券、C券、D券が発行された。
2000年（平成12年）7月19日には数十年ぶりの新額面であり、また当時の最新偽造防止技術を導入した二千円券がD券として発行された。この偽造防止技術には後記のE券にも受け継がれているが、二千円券そのものはあまり流通しないまま現在に至っている。
2004年（平成16年）11月1日には、20年ぶりに新しいデザインの一万円券・五千円券・千円券が、日本銀行券E券として発行された。
2019年（平成31年）4月9日（新元号令和発表と同時期）にF号券となる一万円券・五千円券・千円券のデザインが発表され、2024年（令和6年）7月3日より発行が開始された。

## 政府紙幣と銀行券

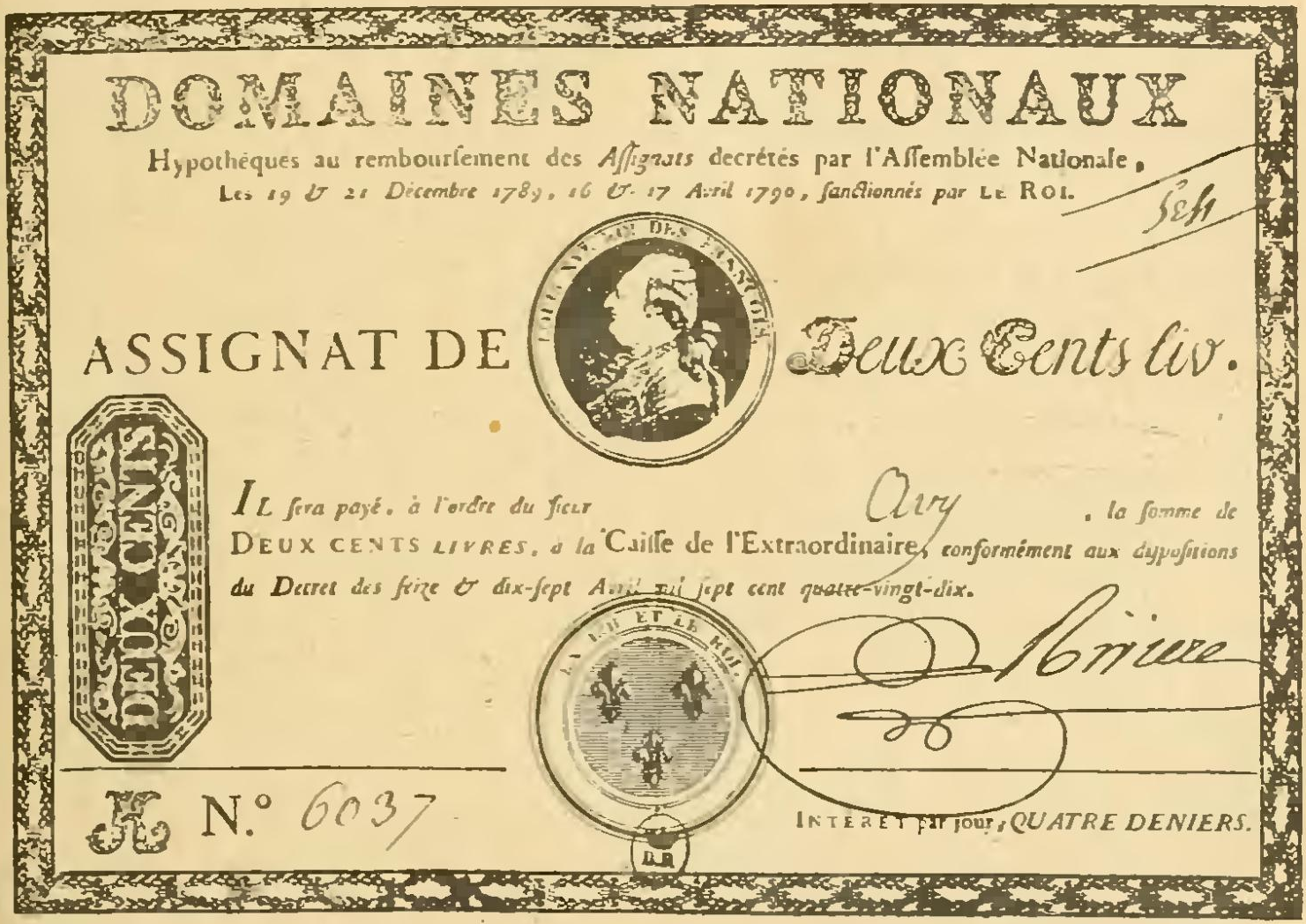
額面200リーブルのアッシニア（1790年4月）

政府紙幣と銀行券はどちらも強制通用力がある法貨であるという点で混同されることが多いが、本質的に異なる性質を持つものである。前者は政府が財政赤字を補填する目的で発行されるのが一般的であり、裏付けは政府の信用のみであってその発行額は政府の負債にならないのに対し、後者は中央銀行による金融市場取引において発行され、裏付けは対価である中央銀行保有の金融資産に対する信頼であり、その発行は中央銀行の負債勘定に計上される。銀行券とは銀行によって発行された、期日のない約束手形のようなものと見ることも出来る。
政府紙幣は歴史上、フランスのアッシニア、アメリカのグリーンバックス、明治政府の太政官札など様々のものがあり、正貨準備を要しないなど不換紙幣であることが多かった。政府が恣意的に発行できる政府紙幣は供給が過剰になりがちであり、過去に幾度も貨幣価値下落=インフレを引き起こしてきた。近現代の資本主義社会においては、紙幣の発行権は中央銀行に集中せられ、政府から高い独立性を保って物価の安定（通貨価値の安定）を目的とした様々な通貨政策を行うようになっている。
一方で銀行券は本来、銀行が準備した正貨（本位貨幣、金本位制では金貨や金地金）を根拠として発行された一覧払の約束手形であり、銀行が手形を割り引いたり（→手形割引）、債券を購入する代金として支払われ、償還期間を経て銀行に環流した。当初は民間の銀行がそれぞれ各自に銀行券を発行していたが、銀行間の信用格差による経済不安などがあり、次第に一行または数行に集約されるようになってきた。それが「中央銀行」（発券銀行）である。1930年代以降は金兌換が停止された「管理通貨制度」へと移行していくが、その過程では政府の赤字国債を中央銀行が直接引き受けることによって、裏付けのない銀行券が大量に発行され、悪性インフレを引き起こすなどの弊害も見られた。赤字国債の直接引き受けは事実上、政府紙幣と変わりなく、日本では戦争直後のインフレを反省して財政法第5条によって禁止されている。
銀行券の発行量については19世紀の昔から、正貨保有量によって厳しく規制すべきと言う「通貨主義」と正貨にかかわらず自由に発券できるべきとする「銀行主義」の対立があった。日本では1942年公布の旧日本銀行法で、日銀券の発行限度額は大蔵大臣により決定せられ、必要に応じて限外発行が認められることとなっており、金地金、国債、手形などによる同額の発行保証を保有することとなっていたが、1998年の改正日銀法によってそれらの規制も撤廃され、日銀券の発行総量は日本銀行の裁量に委ねられることとなった。一方で2001年の量的緩和に伴い、日銀の国債保有残高は日銀券発行残高を超えてはならないとする「日銀券ルール」も明文化され、マネタリーベースの増大に歯止めをかけていたが、2013年4月、「量的・質的金融緩和」の導入に伴い、そのルールも一時停止が決定した。

## 偽造防止技術

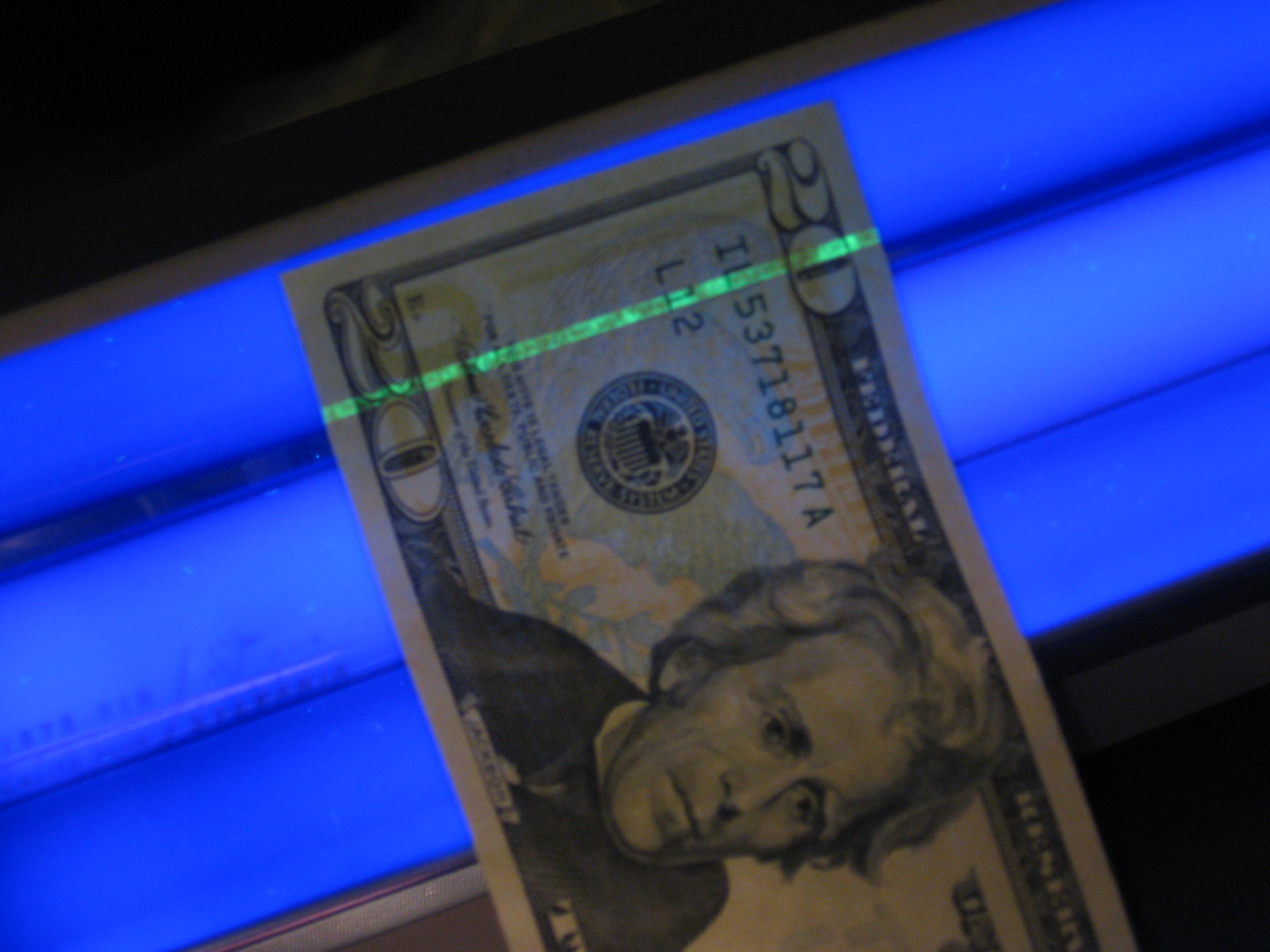
偽造防止のためUV不可視印刷が施された紙幣

紙幣には偽造を防止するための、さまざまな技術が用いられている。
紙質
日本を含めほとんどの国の紙幣は非木材パルプ（主に楮、三椏、綿、マニラ麻など）製で、一般的な印刷物に使われる木材パルプ製の紙とは機械的性質、すなわち手触りが異なる。紙の製造には大規模な設備が必要であり、材料も一般的に流通しているものではないため、紙幣と同紙質の紙を発覚を避けながら製造することは極めて困難である。
また、オーストラリアなど一部の国にはプラスチック製（ポリマー紙幣）の銀行券も存在し、紙の紙幣よりも更に製造のハードルが高く偽造が困難になっている。
透かし
紙の製造段階で繊維の厚みを加減し透かしを入れている。
現在の日本の紙幣に使用される透かし技法は、「黒透かし」および「白透かし」といわれる技法である。「すき入紙製造取締法」により、文様に関わらず黒透かしの技法を使った紙を製造する場合、または、白透かしで紙幣や政府発行の証書などに使われている模様のある紙を製造する場合は、日本国政府の許可を要し、それに反すると罰せられる。
ちなみに前述のプラスチック製の銀行券では印刷前の用紙が透明であることを利用し、透明の窓を作ったり、よりハイテクな透かしを簡単に設けることができる。
ホログラム
日本では日本銀行券E券に初めて採用された。金属箔にレーザー光線を使って模様を描いたもので、見る角度によって見える像や色が変化する。現在各国の紙幣に採用され、ユーロやUKポンド、スイスフランなどには複雑な模様が採用されている。スイスの紙幣のホログラムは、額面の数字がアニメーションのように変化する凝った造りのもので、特に「キネグラム」と呼ばれている。
紫外線発光インク
紫外線や近紫外線を当てると蛍光を発するインクによる印刷。日本ではD券のミニ改刷（茶色記番号のもの）から採用されていて、表面の印章の部分などに採用されている。海外の紙幣では、紙幣のデザインに関連する様々なモチーフや隠し文字などがあらわれるなど多くの工夫が見られる。
潜像模様
見る角度により文字が浮かび上がる印刷。
深刻凹版印刷
通常の凹版印刷では再現できない、深刻凹版を使用しインキの凸感を印刷。
中間色インク
日本の1万円紙幣では10種類の中間色インクを使用し、またユーロ紙幣やスイスフラン紙幣では青緑や水色系の色を多用している。これらは、sRGB色空間では表現できない色域の色で、コピーやスキャナーで複製できない色合いのインクを使用している。
パールインク
角度を変えると真珠光沢で緑やピンク、銀白色に浮かび上がる、雲母を含んだインク。日本では2000円券にピンク色のものが初めて採用され、以後E券には全ての紙幣に採用されている。
マイクロ印刷
通常の印刷では再現が困難な微細文字を印刷。コピーやスキャンでの再現防止。
漉入れパターン
紙幣の製紙段階で漉入れパターンを実施。日本のE券やユーロ紙幣に見られる。
磁気印刷
磁粉体をインクに配合し印刷。磁気の有無での真偽判定を行う。
隠し文字
紙幣に微細な隠し文字を印刷。
ユーリオン
画像処理ソフトウェアや複写機が検出できるよう埋め込まれた特殊な模様。スキャナやコピー機でのスキャニングを防止するために日本の技術で開発された。ユーロ紙幣、デンマーク・クローネ紙幣、カナダ・ドル紙幣には全額面の紙幣に採用され、日本では2000円券に初めて採用され、E券では全ての券種に採用された。
安全線
金属や樹脂などの細いフィルムを用紙に漉き込んだもの。フィルム自体にマイクロ文字やホログラム機能を持たせたものも多い。日本では（一部の商品券を除いて）採用されていないが、海外の紙幣では古くから透かしに並ぶ一般的な偽造防止技術である。
合わせ模様
紙幣の表と裏に特定の文字や図案の部分を別個に印刷し、透かしてみれば、正しい図案に見えるというもの。ユーロ紙幣の額面表記などに使われているがこれも日本では採用されていない。
ピンホール
紙幣の一部分に額面や文字、模様などをレーザー光線によりピンホールを空けたもの。透かしてみれば、穴の空いていることが確認できる。2002年以降に発行されたスイスフランの全紙幣に採用されている。これも日本では採用されていない。
電子透かし
スキャニングを防止するために特殊な信号を表面に印刷した物。2004年以降に改版されたスイスフラン紙幣などに採用されているようだが、実態は不明。
その他
米ドル、ユーロ、日本円など、多くの紙幣に用いられる紙には、一般的な紙の製造に用いられるデンプンが含まれない。デンプンと反応する専用の識別用フェルトペンで線を引くと、一般的な紙では茶〜黒に着色するのに対し、紙幣の場合は黄色になる。

## 紙幣印刷事業者
世界的に見て、紙幣の製造・印刷は専門の事業者に依頼するのが通例で、日本のように用紙の製造から印刷まで官営で行う国はむしろ例外に属する。本来共産圏では生産手段はすべて国有であるが、中国では、紙幣の製造印刷は中国人民銀行傘下の専門事業者中国紙幣印刷・造幣公司に委託している。アメリカ合衆国も印刷こそ連邦政府官営であるが、用紙の調達は民間企業であるマサチューセッツ州ダルトン市のクレーン・カレンシー社に委託している。
著名な紙幣印刷事業者としては、イギリスのデ・ラ・ルー、ドイツのギーゼッケ アンド デブリエント、アメリカ合衆国のアメリカン・バンクノート社などがある。

## 紙幣の取り扱い

### 保管
金融機関などでは、紙幣がかさばらないように、帯封で束ねて札束にして整える。犯罪者に現金を要求された場合は、最初の1枚だけ本物で後は新聞紙などを重ねて札束に見せかける偽装を行うこともある（ダイパックなど）。

### 古紙幣の洗浄
今日では資金洗浄というと全く別の意味で使われるが、第一次世界大戦前のアメリカ合衆国では紙幣の製造コストが高くついたため、あえて新札を発行せず、古くなった紙幣を市中から回収し、水洗いして再び市中に流す紙幣洗浄を行っていたことがある。しかし洗浄後紙質の手触りが大幅に変わったため、市民から贋札ではないかと持ち込まれる例が多かった。その後第一次大戦が勃発し紙幣に用いる紙の質が低下し水洗に耐えられなくなったので中止に至る。

### 古紙幣の廃棄処分
使用に耐えられなくなった古い紙幣は、日本を含む多くの国では大半はシュレッダーにかけた後に焼却処分される。日本では、ごく一部が再利用されているが、古紙として再生するためには繊維質を溶かすためにコストが掛かること、徹底した管理（1970年には製紙工場から原形をとどめたまま産業廃棄物として排出されたケースがある）などの制約がある。

## 高額紙幣
現在有効な紙幣ではシンガポールの10,000ドル（日本円で1,190,000円相当）が実質的な価値として世界最高額の紙幣といわれている。現在も発行され、広く流通している紙幣では、スイスの1,000フラン紙幣（日本円で約179,000円相当）や200ユーロ紙幣（日本円で約35,000円相当）が高額紙幣の代表として挙げられる。これらの紙幣はシンガポールの10,000ドル紙幣のように事実上一般人が手にすることのない紙幣と異なり、旅行者も普通に手に出来るものである。かつて有効だった紙幣としては、スウェーデンにも10,000クローナ（発行当時日本円で約650,000円相当）の高額紙幣があった。
2000年代より犯罪対策の観点などから最高額紙幣の廃止を検討する国が現れ始め、前述の10,000シンガポールドル紙幣や500ユーロ紙幣はすでに発行が終了している。こうした動きの顕著な例として2016年のインドが挙げられる。11月8日午後8時、インドのモディ首相は「4時間後に500ルピーと1000ルピーを廃止する」ことを発表。翌日からは、金融機関に紙幣交換を求める人々が殺到し、市中が一時的に混乱した。2種類の高額紙幣廃止は、偽造紙幣の流通防止、所得隠しや脱税防止などを目的としたもので、翌年、モディ首相は記者会見で紙幣廃止に触れ「銀行システムに決して戻らなかった3兆ルピー（約5兆2千億円）が紙幣廃止で戻ってきた」と自己評価した。
日本でも1990年代の一時期に5万円札や10万円札といった高額紙幣を発行すべきとの議論が政財界から挙がったことがあるが、犯罪対策の問題やクレジットカード・電子マネーなどの電子決済の普及もあり、今日ではそのような議論は沈静化している。

### アメリカ合衆国における高額紙幣

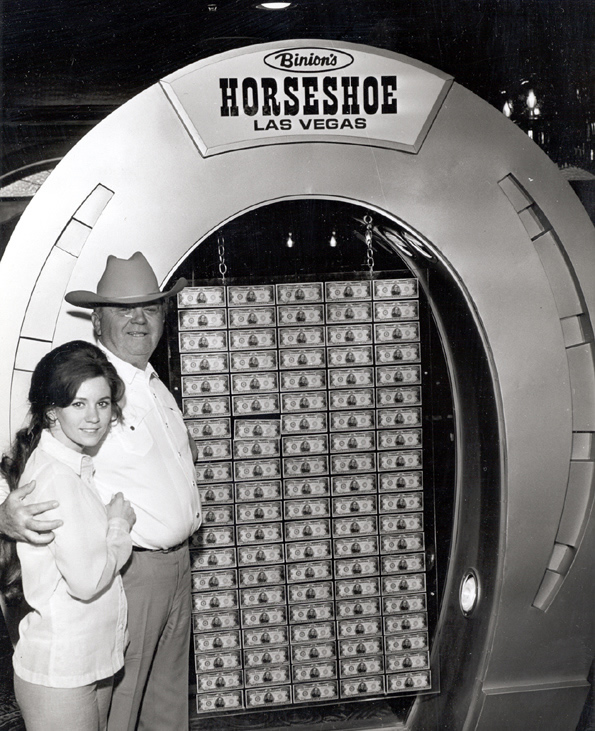
「ビニオンズ・ホースシュー」に展示されていた100枚の10,000ドル紙幣

アメリカ合衆国では かつて500ドル（マッキンリー肖像）、1,000ドル（クリーブランド肖像）、5,000ドル（マディソン肖像）、10,000ドル（チェース肖像）、100,000（10万）ドル（ウィルソン肖像）の高額紙幣が発行されていた。このうち100,000ドル紙幣は金証券であり流通用紙幣ではなく、専ら連邦準備銀行と連邦政府との間の決済にのみ用いられ、一般市民が合法的に所持できる機会はなかった。一方500ドルから10,000ドルまでの紙幣は連邦準備紙幣 (Federal Reserve Note) としても発行され、これらは法的には有効な紙幣 (legal tender note) であるが、発行は1945年（タイプはシリーズ1934）が最後で、1969年には流通停止になっている。数百枚しか発行されていなかった10,000ドル紙幣のうち100枚は、ラスベガスの老舗カジノ「ビニオンズ・ホースシュー（現ビニオンズ・ギャンブリングホール・アンド・ホテル」に集められ店頭で展示されていたが、2000年ごろの同店の経営悪化により散逸した。

### インフレ高額紙幣
世界史上、ハイパーインフレーションによる高額紙幣が初見されるのは第一次世界大戦敗戦後のヴァイマル共和政下のドイツである。この頃乱発されたマルク紙幣は一括りにパピエルマルクと通称され、その最高額面は100兆マルク紙幣である。
1946年にハンガリーで印刷された10垓ペンゲー紙幣（1021、紙幣には10億兆）が、発行はされていないが印刷された紙幣では歴史上最高額面紙幣である。発行された紙幣としては1垓ペンゲー紙幣（1020、紙幣には1億兆）が最高である。
ユーゴスラビア連邦共和国は紛争の影響でハイパーインフレに陥り、1993年12月に5000億ディナール紙幣を発行した。この紙幣は後述の10兆ジンバブエ・ドルまで、数字の0が省略されていない最高額面の紙幣であった。
21世紀以降に流通した最高額面の紙幣は、アフリカ南部のジンバブエ共和国で2009年1月16日から2月2日にかけて発行されていた10兆ジンバブエ・ドル紙幣である。経済が崩壊状態となり、年間インフレ率が2億3100万%（897垓%という試算もある）という世界最悪のインフレに見舞われた同国では、2008年5月から桁数が億ドル単位の超高額面紙幣の発行が開始され、2008年7月には1000億ドル紙幣が登場した。それから2週間後にデノミネーションが実施され、桁数を10桁切り下げた新紙幣（旧100億ドル=新1ドル）の流通が始まったがその後もハイパーインフレは全く収まらず、新紙幣でも500億ドル紙幣や10兆ドル紙幣などといった超高額面紙幣の発行が繰り返されたため、2009年2月2日に再び桁数を12桁切り下げたデノミネーションが実施されるも同時期に米ドルの流通を認めたことから流通せず、2015年にジンバブエ・ドルは正式に廃止された。
また、トルコ共和国中央銀行が2001年に発行した2,000万トルコリラ（1,521円相当=2005年1月3日現在）が存在していた。この紙幣は2005年1月1日に100万分の1（6桁の切り下げ）のデノミネーションが実施されるまで流通し、2015年末まで新トルコリラ紙幣への交換が可能だった。
2024年7月現在、発行されている最高額面の紙幣は200万イラン・リヤルだが、これは紙幣ではなく小切手と称して発行されている為、厳密な最高額は50万ベトナム・ドン紙幣である。

## 紙幣に描かれる人物肖像
紙幣の表面には人物肖像が描かれることが多い。これは、人間が特に人間の顔に関しては、他の図像と異なりごく僅かな差異を識別できる性質を利用したもので、偽札防止技術の一つである。年齢別にみると若者より壮年から老年にかけての人物肖像が多いのも同じ理由からで、単純に皺が多い方が肖像が複雑になり偽造しにくくなるためである。また、女性の肖像が少ないのもそのためで、髭などがあるほうが肖像が複雑になるためである。
紙幣に描かれる人物肖像は、君主制国家では在世中の王侯君主、共和制国家では英雄、偉人と評価されるかつての国家元首、政治家、軍人、探検家、または文化人と評価される作家、芸術家、思想家、教育者、技術者、研究者などの著名人が通例になっており、共和制国家の事例では多くは故人である。立憲君主制国家でも君主以外の存命人物が紙幣の肖像になることは少ない。日本は君主国であるが、戦前思想からの影響によるものか天皇の肖像は採用されず、共和制国家と常に似た人選となっている。
紙幣肖像に誰を採用するかは発行当事国により意図的に決められるため、フランスのナポレオン・ボナパルトや旧東ドイツのカール・マルクスのように発行当事国にとっては評価にたる人物であっても、他国では評価が一変し憎悪されている人物が選ばれることがある。日本銀行券の場合、C千円券に採用された伊藤博文（初代韓国統監）がこれに当たる。
また、紙幣肖像人物の珍例として、地域通貨ではあるがかつてスイスの一地域で犯罪者、それも贋札犯の肖像の入った紙幣が発行され、流通していたことがある。この贋札犯、公的には犯罪者だが、現地では通貨不足のおり信用できる紙幣を発行して地域経済を安定させた、という評価をされていたためである。
日本においては、1946年（昭和21年）に大蔵省印刷局が、光明皇后、聖徳太子、貝原益軒、菅原道真、松方正義、板垣退助、木戸孝允、大久保利通、野口英世、渋沢栄一、岩倉具視、二宮尊徳、福沢諭吉、青木昆陽、夏目漱石、吉原重俊、新井白石、伊能忠敬、勝安房、三条実美の20人を紙幣の肖像候補としてリストアップした事が確認されている。
紙幣肖像は必ずしも記録写真や肖像画から忠実に版をおこすわけではない。ユーロ移行前のオランダで流通していたギルダー紙幣に描かれていた肖像はモダンアート風にかなりデフォルメされており、あたかもマンガのようであった。また、日本の二千円紙幣・フランスの50フラン紙幣には、肖像を描かれた紫式部とアントワーヌ・ド・サン=テグジュペリが作家である関係で、作品に登場する架空人物も描かれている（源氏物語・星の王子さま）。
さらに、無名庶民の肖像が採用される場合もあり、一例を挙げればかつて共産圏では、象徴的な意味から小額紙幣に労働者の肖像が採用される例が多くあった。2009年発行の朝鮮民主主義人民共和国の50ウォン以下の紙幣などがその一例である。中華人民共和国にもかつてはそうした紙幣があったが、2010年現在同国の人民元紙幣に採用される人物肖像は全て毛沢東に統一されている。またアフリカ諸国やオセアニアの島嶼国家にも無名庶民の肖像を記した紙幣がある。
経済大国の通貨で無名人物の肖像が採用されることは稀であるが、その一例として旧西ドイツで1960年代から30年近く発行されていた第3次ドイツマルク紙幣がある。同紙幣は、かつてのファシズム体制の個人崇拝につながるとして意図的に著名人の肖像の採用を避けていたのか、紙幣に描かれた人物肖像はデューラーなどの作品から採用され、その殆どは無名の庶民がモデルになっており誰なのかは判明していない。とりわけ5マルク紙幣に描かれた肖像の版元となった作品（デューラー作）は「若いヴェネツィア人」と題されており、明らかにドイツ人ではなくその点でも異例である。ただ一部紙幣の肖像はモデルの名が判明しており、15世紀頃の著名人であることが突き止められている。イタリアでも1970年代に発行された一部のリラ紙幣に有名画家による無名人物を描いた作品が肖像に採用されたことがあった他、日本統治下の朝鮮半島で採用されていた朝鮮銀行券のうち1915年に発行された一円・五円・十円券の肖像のモデルは日本人とも朝鮮人とも判明していない白髭の老人像であり、「日朝双方で都合良く解釈していたのでは」といわれている。
存命人物の肖像が採用される例は、君主制国家の在世王侯君主以外では、独裁国家で存命中の独裁者が紙幣に自らの肖像を載せている例がよくある。
アメリカのドル紙幣も上記の例に漏れず、肖像には故人となった合衆国の歴代の大統領が多く用いられている。そのため、スラングで（主にヒップホップのライムとして）『デッドプレジデント（死んだ大統領）』と呼ばれることもある。一般的には額面が高額になるほど、そこに描かれる肖像もその名声が評価されている人物が選ばれるが、アメリカのドル紙幣では多くの人の目に触れるという理由から、あえて建国の父ジョージ・ワシントンの肖像を最低額の1ドル紙幣に採用している。この1ドル紙幣は、ほぼ毎年その発行枚数が世界一を記録している。これは同国にチップの習慣など、小額紙幣の需要があるからである。
過去も含め、現在世界でもっとも多くの国家の紙幣に記されている肖像は、歴代最長の在位になったイギリス女王のエリザベス2世である。彼女は即位以降、ほぼ全ての年代の肖像が揃っているという点でも異例である。エリザベス2世以外で複数の国家の紙幣にその肖像が載った人物としては、旧共産圏国家のマルクス、エンゲルス、レーニン、アメリカ大陸国家におけるコロンブスなどが挙げられる。自国以外で紙幣の肖像になった例として、日本の財界人・銀行家の渋沢栄一は、2024年に発行開始された日本の紙幣の肖像に採用されているほかに、経営していた第一銀行の第一銀行券が大韓帝国の紙幣として使用されていた際に、第一銀行券の肖像になっている（日本人としてごくまれな生前に紙幣の肖像になった人物でもある）。
女性の肖像が日本銀行券の表に初めて登場したのは、樋口一葉像のE五千円券だが、日本の紙幣に登場した女性肖像の最初の例は、1881年（明治14年）から1883年（明治16年）にかけて発行された改造紙幣（大日本帝国政府紙幣）に採用された神功皇后である。なおこの肖像は神功皇后の肖像が残っていないため当時お雇い外国人で来日していた画家エドアルド・キヨッソーネにより創作されたものであり、印刷工場で働いていた女中をモデルにしたといわれている。日本の戦前の紙幣には、神功皇后の他にも、武内宿禰・和気清麻呂・藤原鎌足などが採用されたが、いずれも写真や肖像画が残っていない人物であるため、キヨッソーネは日本史で各人の事蹟や人物を研究し、風貌を脳裏に描いてから、それに似合う実在の（当時生きていたあるいは写真が残っていた）人物を探してモデルにして描いたという。
日本で1984年まで発行されていたC一万円券・C五千円券はともに聖徳太子の肖像で、使われている肖像画も同じ絵であった。ただし肖像が印刷されている場所は異なっている。複数種の紙幣に同じ人物が載っている例自体はさほど珍しくないが、C千円券は伊藤博文、C五百円券は岩倉具視で、複数の紙幣のうち2種類だけが同じ人物の肖像だった。
王室が深く崇敬されているタイ王国では、刑務所に収監されている囚人に現金を渡すことは不敬とされ罪に問われる。理由は、同国のバーツ紙幣や硬貨に国王の肖像が記されているからで、囚人に渡すことは、間接的とはいえ国王（の肖像）を牢屋へ入れることになるからである。北朝鮮でも、扱いによっては不敬とされるため金日成が描かれた5000ウォン紙幣はほとんど一般に流通していない。
日本では2023年現在、政治家は原則として肖像画に選ばれない。政治家として最後に選ばれたのは初代内閣総理大臣である伊藤博文（1963年より発行、1986年停止。1000円札）。また、5000円札と10000円札の顔であった聖徳太子も1986年まで発行された。

## 収集
紙幣の収集は貨幣収集の一環として行われることが多い。ただ、日本の特有の事情であるが、
- 諸外国に多数見られる記念紙幣が発行されていない。
- 明治から昭和10年代までインフレを経験していないので、その期間に種類枚数ともごく僅かに発行された紙幣も長期間使用され、収集家が期待する新品同様の美品が非常に少ない（世界全体で数枚など）。

といった不人気要素があり、さらに以下は諸外国と共通するが、
- コインほど種類が多くない。
- 額面が高額な物が多く、短期間で流通停止になれば貨幣価値がなくなって、地金価値もないのでただの紙切れになってしまう。

などの理由で、日本ではコイン蒐集家ほど多くの蒐集家がいないのが現状である。
ただし、諸外国では多数発行される記念紙幣を中心として蒐集家は多く、特にインフレ紙幣は法定通貨としての期限が切れ、ただの紙切れになると美品が格安の価格で入手できるため逆にハードルが低いと人気で、アメリカ合衆国では専門誌も発行されるほどである。また、国際銀行券協会（IBNS）といった紙幣蒐集家の為の非営利団体も存在している。
日本では、紙幣の収集は主に、A-A券や、番号のぞろ目や並び目にはプレミアムが付く場合があるので、こういった番号の珍しい紙幣を集める人が多い。また、外国紙幣の場合は切手と同様に図案で集めるトピカル収集を行う人が多いが、もっと専門的になると大蔵大臣や発券局長のサイン別に集めるというようなことも行われている。
また、版のずれや裁断不良といった印刷ミスが生じた「エラー品」は、本来は品質検査ではねられるべきものであるだけに、これが市場に流通した場合は珍重される傾向にある。
いずれにせよ紙幣は、金貨や銀貨といった貴金属硬貨の収集とは異なり、切手同様紙である点が、初心者にはリスクが多く敬遠される所以である。従って、おのずと貨幣価値の保証されている現行紙幣の珍番号収集に向かう傾向がある。
紙幣のグレードは、硬貨と概ね同じ名称で、折り目や汚れなどの程度から、次のような名称が用いられている。
- 完全未使用
- 未使用
- 準未使用
- 極美品
- 特美品
- 美品
- 上品
- 佳品
- 並品
- 並下品
- 下品
- 劣品
- 中央銀行鑑定相当レベル
- 半額交換相当レベル
- 失効相当レベル

## 紙幣の汚染

### 薬物による汚染
麻薬などの薬物を吸引する際の道具として紙幣が用いられることが多い。アメリカでは、国内で流通している紙幣の多くが薬物に汚染されているとする調査結果がある（詳細は汚染された紙幣の記事を参照のこと）。

### 新型ウイルスによる汚染
新型コロナウイルス感染症の流行の際には、紙幣が新型ウイルスの感染源になるとして複数の国で消毒が試みられた。中国では、中国人民銀行が回収した紙幣を紫外線または高温で消毒して密封、地域ごとの感染の深刻度に応じて7 - 14日間保管した上で再び流通させることとした。アメリカでも連邦準備制度理事会 (FRB) が、アジアから戻ってきたドル紙幣を7 - 10日間隔離する検疫を行った。韓国では、市民が電子レンジで紙幣を加熱し、消毒を試みて焼損する事例が続出した。なお、電子レンジによる殺菌作用は確認されていない。

## その他
アメリカのドル紙幣は、裏面の色からグリーン・バックス（緑背紙幣：greenbacks）と呼ばれているが、かつて発行されていた金証券（兌換金券）は裏が黄色で金貨の絵が描かれていたことから、イエロー・バックスと呼ばれていた。
ユーロ通貨はコインは各国で様々なデザインの物が流通しているが、紙幣は同じデザインである。しかし紙幣に付いている記号番号の先頭のアルファベット文字で発行国がわかるようになっている。どの通貨もふつう発券銀行は中央銀行1行のみであり、他に通貨発行権を持つ銀行があっても、ユーロ紙幣のようにデザインはふつう統一されている。イギリスのスコットランド銀行とイングランド銀行のように、一国内で異なるデザインの紙幣を発行している例も稀にはあるが、この場合も流通地域を変えているためそう大きな問題にはならない。しかしイギリス領だった香港には歴史的経緯からまったく同じ地域に発券銀行が4行も存在し、しかもどこもが互いにまったく異なる独自のデザインの紙幣を発行し、そのどれもが香港ドルの真券として市中を流通していた。さらに各行毎にその贋札も多く出回ったので、結果として香港では贋札鑑別技術が著しく発達した。中華人民共和国に返還され、特別行政区となった2009年現在、4行だった発券銀行は3行に減ったがこの辺の事情は変わっていない。
1927年（昭和2年）に発行された日本の二百円札（乙号券）は、裏が印刷されておらず表にも肖像がなかった。金融恐慌収拾のために急遽製造が決定したことによる。